# (276) Adelheid
(276) Adelheid – planetoida z pasa głównego asteroid okrążająca Słońce w ciągu 5 lat i 183 dni w średniej odległości 3,11 j.a. Została odkryta 17 kwietnia 1888 roku w Obserwatorium Uniwersyteckim w Wiedniu przez Johanna Palisę. Nazwa planetoidy pochodzi od germańskiego imienia żeńskiego Adelajda.